# Новые художники
«Новые художники» — творческая группа художников, образованная в Ленинграде в 70-х годах. Основными направлениями творчества были: первобытное искусство, примитивизм, экспрессионизм.

## Летопись
В 1977 году появилась группа «Летопись» вокруг художника Бориса Кошелохова, которая затем в 1982 трансформировалась в «Новых художников».
Термин «Новые» означает возрастной признак художников, имевших возможность открыто выставляться и не ощутивших глобального давления «запретов», характерного для предыдущего поколения авангардистов. Простота, открытость и доступность — основные принципы работы группы. Её деятельность начиналась с квартирных выставок и регулярных сходок. Художники отличались независимостью, отстранялись от формальных институтов и активно практиковали самообразование. Им было свойственно низкое качество материалов и стилистическая однородность.
Выставки проходили в неординарных местах: в садах, на пляжах за городом, в лесу, на улице. Первая официальная выставка состоялась в 1979 году. В группу тогда входили: Елена Фигурина, Михаил Горошко, Александр Васильев, Леонид Федоров, Тимур Новиков, Нина Алексеева, Нелли Полетаева и Борис Кошелохов. Позднее к ним присоединились Иван Сотников и Евгений Козлов.
Одна из основополагающих тенденций в творчестве группы — «дикость», «первобытный хаос», цвет, а затем и форма воспринимались, как стихия.

## Трансформация
После 4-й выставки в 1981 году группа «Летопись» практически перестала существовать. Поэтому в 1982, часть художников — Тимур Новиков, Иван Сотников, Евгений Козлов и их друзья — Олег Котельников, Кирилл Хазанович объединились в «Новых художников».
Группа активно апеллировала к понятиям авангардистов 10-х, 20-х годов: «Всёчество», «русский авангард» и т. д. Художников больше интересовала молодёжная культура, как таковая, чем конкретно выставочная деятельность. Много внимания участники уделяли кинематографу и музыке, сотрудничали с параллельным объединением «Новые композиторы». Художники участвовали в концертах, музыканты — в выставках, производя абсолютный синтез искусств и обращаясь в первую очередь к молодому зрителю. Особенно расширял диапазон воздействия — Тимур Новиков, его творчеству были присуще стремление к лаконизму, ясности изображаемого и нефотографическим формам документализма. В 1982—1987 годах в расселявшейся коммунальной квартире Новиков организовал галерею «Новых художников» под названием «Асса».
В середине 80-х годов группу дополнили Сергей Бугаев, Андрей Крисанов, Андрей Медведев, Инал Савченков, Олег Маслов, Алексей Козин, Миша Таратута, Вадим Овчинников и Сергей Шутов.
Одним из лидеров ленинградского андеграунда был музыкант и художник Виктор Цой. Десять его работ выставлялись в 1988 году в Нью-Йорке на экспозиции объединения.
В одном из интервью Дмитрий Мишенин подчеркнул:
Тимур Новиков любил писать, как он придумал рейв или возродил классику. Возможно, где-то есть текст и про то, как он изобрел колесо… А Цой больше делал, чем писал. То, что многие манифестировали, он воплощал на практике в виде картин, опережая теоретиков. Идеальный пример — его неоакадемические полотна начала 1990 года — «Полёт» и «Новый мир». Тогда как «Новая Академия» сформировалась как институция к 1993 году
Некоторое время группа интересовалась западными проектами: французским «Фигурасьон либр», немецким «новым диким», американским граффитистам, поп-артом, комиксами.

## Перестройка
Процесс перестройки в стране стимулировал самосознание и победу отечественных корней над западными влияниями. «Новые художники» открывают клуб друзей В. В. Маяковского — организацию, призванную укреплять и развивать отечественные новаторские традиции.
Усиливается влияние авангарда начала века — Малевича, Филонова, конструктивизма. Появляется литература «Новых» — Вадим Овчинников, Владислав Гуцевич, Геннадий Брониславский, Алексей Феоктистов, Инна Циркуль и другие развивают жанр «Новой книги» — пограничный между литературой и изобразительностью.
«Новые художники» никогда не имели официального статуса, помещения и средств. Свою деятельность они осуществляли через другие организации, сохраняя неформальность отношений и избавляясь от лишнего бюрократизма.

## Современная репрезентация
В 1996 году по инициативе Тимура Новикова Центром современного искусства Дж. Сороса была издана антология «Новые художники». Куратор Екатерина Юрьевна Андреева провела две выставки «Новых художников»: «Удар кисти» (Русский музей, 2010) и «Новые идут!» (Московский музей современного искусства — ММоМА, 2012). К ним изданы каталоги с биографиями художников («Удар кисти») и хроникой деятельности группы, подготовленной Ксенией Новиковой («Новые художники». ММоМА, 2012).
В 2014 году в Великобритании кураторы Екатерина Андреева, Дэвид Торп и галерея Calvert 22 представили выставку «Клуб друзей», посвященную андеграундным течениям из России. Выставка представляла творчество объединений «Новые художники» и «Новая Академия» и показывала альтернативную историю России 1980-х и 1990-х годов. Выставка была организована совместно с Московским музеем современного искусства и являлась частью официальной программы Года культуры России и Великобритании 2014.
В 2016 году творчество «Новых художников» было представлено на выставке «Коллекция!» в Центре Помпиду и вошло в собрание музея.
В 2020 году состоялась первая выставка картин Цоя (в Галереи искусств KGallery), где были представлены работы из архива Наталии Разлоговой, куратором экспозиции выступил Дмитрий Мишенин. Экспозиция убедила, что если бы музыкант не погиб в 1990 году, «он мог бы стать ещё и знаменитым художником». В 2021 году запланирована масштабная выставка-байопик «Виктор Цой: путь героя».